# Frédéric Joliot-Curie
Jean Frédéric Joliot-Curie (nacido Jean Frédéric Joliot; París, 19 de marzo de 1900-ibidem, 14 de agosto de 1958) fue un físico, químico y profesor universitario francés. Fue galardonado con el premio Nobel de Química en 1935 junto con su mujer Irène Curie.

## Biografía
Estudió en la Escuela Superior de Física y Química de la Villa de París, donde se licenció en física. En 1925 fue nombrado asistente personal de Marie Curie en el Instituto Curie de París. En 1926 se casó con Irène Curie —hija de Marie y de Pierre Curie, ganadores del Premio Nobel en Física en 1903—, con quien adoptó el apellido común Joliot-Curie. A instancia de Marie, se doctoró en ciencias.
En 1945 fue nombrado alto comisario a la energía atómica, y desde este puesto dirigió la construcción de la primera pila atómica francesa en 1948.
Miembro de la Academia Francesa de Ciencias, en 1937 fue nombrado profesor en el Colegio de Francia, cargo que ocupó hasta 1956, cuando, tras la muerte de su esposa, ocupó la cátedra de física que ella tenía en La Sorbona de París.
Frédéric e Irene Joliot-Curie tuvieron dos hijos: Hélène y Pierre.
Durante la invasión nazi en Francia Joliot-Curie, miembro del Partido Comunista Francés, tomó parte activa a favor de la Resistencia francesa. Al acabar la Segunda Guerra Mundial fue nombrado director del Centre National de la Recherche Scientifique (Centro Nacional para la Investigación Científica, CNRS), convirtiéndose en el primer comisario del Gobierno francés para la Energía Atómica. En 1948 supervisó la construcción del primer reactor atómico francés.
En 1955 fue uno de los once intelectuales que firmaron el manifiesto Russell-Einstein que instaba a buscar soluciones pacíficas a los conflictos internacionales existentes en aquellos momentos en plena Guerra Fría.
Frédéric Joliot-Curie fue presidente de la Unión Racionalista de 1946 a 1955.
Murió el 14 de agosto de 1958 en la ciudad de París, de una enfermedad hepática.

## Investigaciones científicas

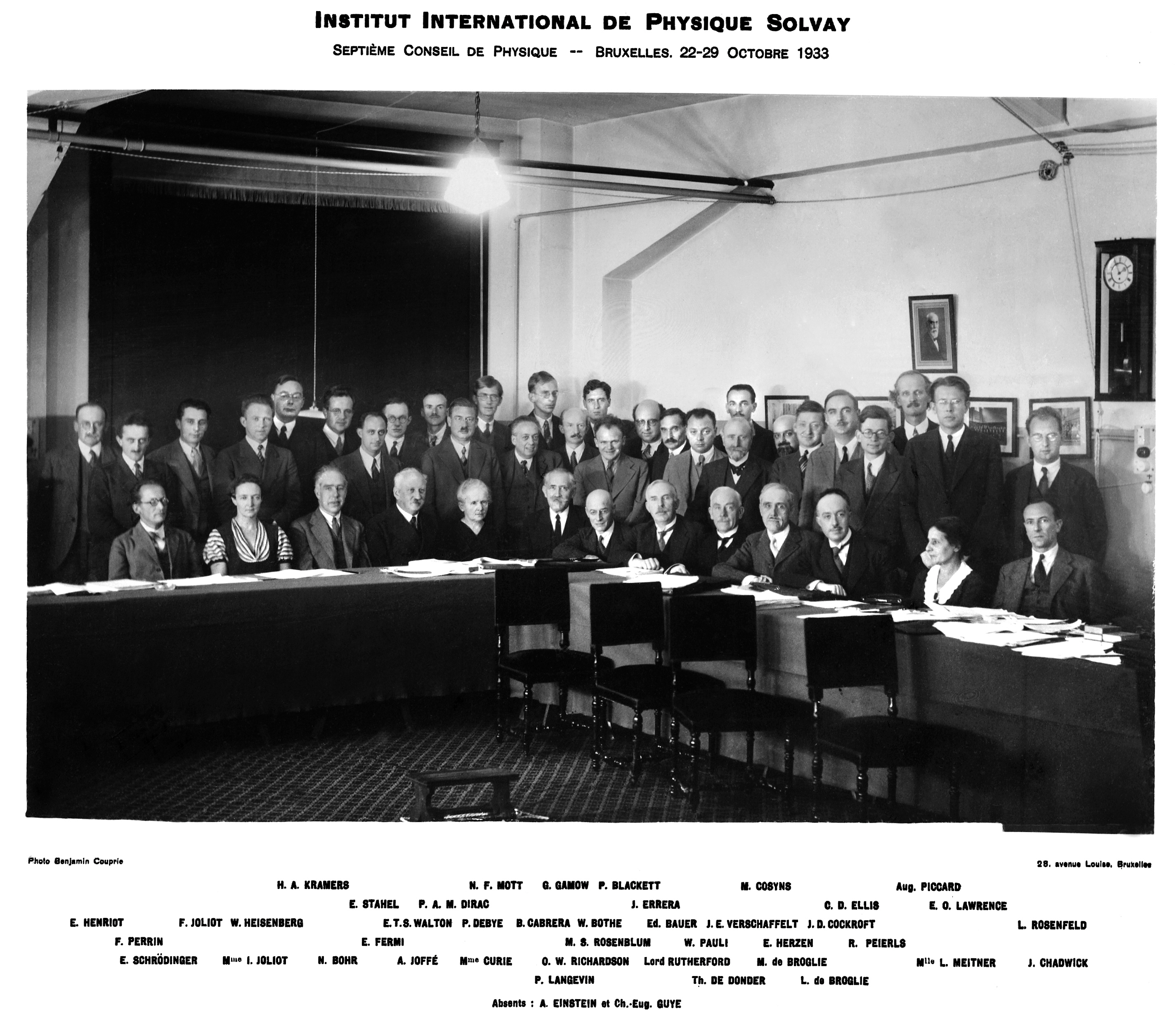
Séptima Conferencia Solvay realizada en 1933. Frédéric Joliot-Curie de pie el tercero por la izquierda, situado entre Francis Perrin y Werner Heisenberg y detrás de su esposa.

Junto a su esposa inició sus investigaciones en el campo de la física nuclear y buscando la estructura del átomo, en particular en la estructura y proyección del núcleo y que fue fundamental para su posterior descubrimiento del neutrón y de la radiactividad artificial en 1934. En 1935 ambos científicos fueron galardonados con el Premio Nobel de Química «por sus trabajos en la síntesis de nuevos elementos radiactivos».
Durante su estancia en el Colegio de Francia trabajó en las reacciones en cadena y en los requisitos para la construcción acertada de un reactor nuclear que utilizara la fisión nuclear controlada para generar energía mediante el uso de uranio y agua pesada.

## Reconocimientos
Fue galardonado en 1947 con la medalla Hughes, concedida por la Royal Society «por sus distinguidas contribuciones a la física nuclear, particularmente el descubrimiento de la radiactividad artificial y de la emisión de neutrones en el proceso de fisión».
En su honor se nombró el cráter Joliot sobre la superficie de la Luna.